# Административно-территориальное деление Омской области

## Административно-территориальное устройство
Согласно Закону «Об административно-территориальном устройстве Омской области» и Уставу Омской области, субъект РФ включает следующие административно-территориальные образования:
- 6 городов областного значения
  - Омск,
  - Исилькуль,
  - Калачинск,
  - Называевск,
  - Тара,
  - Тюкалинск;
- 32 района, в том числе
  - 365 сельских округов.

Административным центром Омской области является город Омск.
Населённые пункты Омской области (на 2012 год):
- 6 городов,
- 21 рабочий посёлок,
- 1477 сельских населённых пунктов.

## Муниципальное устройство
В рамках муниципального устройства, в границах административно-территориальных единиц области к 1 января 2016 года образованы 424 муниципальных образования, в том числе:
- 1 городской округ (город Омск),
- 32 муниципальных района,
  - 26 городских поселения,
  - 365 сельских поселений.

## Районы и город Омск
Районы (муниципальные районы) и город областного значения (городской округ)
| №         | Флаг | Герб | Название                                    | Площадь, км² | Население, чел. | Админ. центр       | Код ОКАТО |
| --------- | ---- | ---- | ------------------------------------------- | ------------ | --------------- | ------------------ | --------- |
| 1e-06     |      |      | Районы (муниципальные районы)               |              |                 |                    |           |
| 1         |      |      | Азовский немецкий национальный район        | 1 400        | ↘25 205         | с. Азово           | 52 201    |
| 2         |      |      | Большереченский район                       | 4 332        | ↘21 790         | пгт Большеречье    | 52 203    |
| 3         |      |      | Большеуковский район                        | 9 500        | ↘5942           | с. Большие Уки     | 52 206    |
| 4         |      |      | Горьковский район                           | 2 990        | ↘18 361         | пгт Горьковское    | 52 209    |
| 5         |      |      | Знаменский район                            | 3 650,6      | ↘9906           | с. Знаменское      | 52 212    |
| 6         |      |      | Исилькульский район                         | 2 788,6      | ↘35 753         | г. Исилькуль       | 52 215    |
| 7         |      |      | Калачинский район                           | 2 840        | ↘36 093         | г. Калачинск       | 52 218    |
| 8         |      |      | Колосовский район                           | 4 752,9      | ↘8999           | с. Колосовка       | 52 221    |
| 9         |      |      | Кормиловский район                          | 1 908,2      | ↘23 330         | пгт Кормиловка     | 52 223    |
| 10        |      |      | Крутинский район                            | 5 721,3      | ↗13 896         | пгт Крутинка       | 52 226    |
| 11        |      |      | Любинский район                             | 3 280,8      | ↘38 401         | пгт Любинский      | 52 229    |
| 12        |      |      | Марьяновский район                          | 1 651,9      | ↗25 346         | пгт Марьяновка     | 52 230    |
| 13        |      |      | Москаленский район                          | 2 478        | ↘26 599         | пгт Москаленки     | 52 232    |
| 14        |      |      | Муромцевский район                          | 6 660,8      | ↘17 328         | пгт Муромцево      | 52 234    |
| 15        |      |      | Называевский район                          | 5 873,9      | ↘18 133         | г. Называевск      | 52 236    |
| 16        |      |      | Нижнеомский район                           | 3 354        | ↘12 382         | с. Нижняя Омка     | 52 239    |
| 17        |      |      | Нововаршавский район                        | 2 218        | ↘20 645         | пгт Нововаршавка   | 52 241    |
| 18        |      |      | Одесский район                              | 1 800        | ↘16 029         | с. Одесское        | 52 242    |
| 19        |      |      | Оконешниковский район                       | 3 084,7      | ↘11 914         | пгт Оконешниково   | 52 243    |
| 20        |      |      | Омский район                                | 3 590,7      | ↘100 576        | посёлок Ростовка   | 52 244    |
| 21        |      |      | Павлоградский район                         | 2 494,3      | ↘17 572         | пгт Павлоградка    | 52 246    |
| 22        |      |      | Полтавский район                            | 2 803,6      | ↘18 394         | пгт Полтавка       | 52 248    |
| 23        |      |      | Русско-Полянский район                      | 3 320,8      | ↘15 931         | пгт Русская Поляна | 52 250    |
| 24        |      |      | Саргатский район                            | 3 731        | ↘16 047         | пгт Саргатское     | 52 251    |
| 25        |      |      | Седельниковский район                       | 5 221,4      | ↘8285           | с. Седельниково    | 52 252    |
| 26        |      |      | Таврический район                           | 2 735,9      | ↘33 534         | пгт Таврическое    | 52 253    |
| 27        |      |      | Тарский район                               | 15 700       | ↘40 239         | г. Тара            | 52 254    |
| 28        |      |      | Тевризский район                            | 9 800        | ↘12 174         | пгт Тевриз         | 52 255    |
| 29        |      |      | Тюкалинский район                           | 6 389,6      | ↘19 472         | г. Тюкалинск       | 52 256    |
| 30        |      |      | Усть-Ишимский район                         | 7 886        | ↘9400           | с. Усть-Ишим       | 52 257    |
| 31        |      |      | Черлакский район                            | 4 279,3      | ↘25 357         | пгт Черлак         | 52 258    |
| 32        |      |      | Шербакульский район                         | 2 321,8      | ↘18 975         | пгт Шербакуль      | 52 259    |
| 32.000002 |      |      | Город областного значения (городской округ) |              |                 |                    |           |
| 33        |      |      | город Омск                                  | 572,9        | ↘1 101 367      | г. Омск            | 52 401    |

## Поселения
Выделяемые в рамках административно-территориального устройства, 5 городов областного значения, 21 рабочий посёлок и 365 сельских округов составляют образованные в рамках муниципального устройства 26 городских поселений и 365 сельских поселений, списки которых представлены ниже по районам. Городские поселения выделены жирным шрифтом.

### Азовский немецкий национальный район
1. Азовское сельское поселение
2. Александровское сельское поселение
3. Берёзовское сельское поселение
4. Гауфское сельское поселение
5. Звонарёвокутское сельское поселение
6. Пришибское сельское поселение
7. Сосновское сельское поселение
8. Цветнопольское сельское поселение

### Большереченский район
1. Большереченское городское поселение
2. Евгащинское сельское поселение
3. Ингалинское сельское поселение
4. Красноярское сельское поселение
5. Курносовское сельское поселение
6. Могильно-Посельское сельское поселение
7. Новологиновское сельское поселение
8. Почекуевское сельское поселение
9. Старокарасукское сельское поселение
10. Такмыкское сельское поселение
11. Уленкульское сельское поселение
12. Чебаклинское сельское поселение
13. Шипицынское сельское поселение

### Большеуковский район
1. Аёвское сельское поселение
2. Белогривское сельское поселение
3. Большеуковское сельское поселение
4. Листвяжинское сельское поселение (присоединено к Аёвскому)
5. Становское сельское поселение
6. Уралинское сельское поселение
7. Фирстовское сельское поселение
8. Чебаклинское сельское поселение
9. Чернецовское сельское поселение

### Горьковский район
1. Горьковское городское поселение
2. Алексеевское сельское поселение
3. Астыровское сельское поселение
4. Георгиевское сельское поселение
5. Краснополянское сельское поселение
6. Лежанское сельское поселение
7. Новопокровское сельское поселение
8. Октябрьское сельское поселение
9. Павлодаровское сельское поселение
10. Рощинское сельское поселение
11. Серебрянское сельское поселение
12. Суховское сельское поселение

### Знаменский район
1. Бутаковское сельское поселение
2. Завьяловское сельское поселение
3. Знаменское сельское поселение
4. Качуковское сельское поселение
5. Новоягодинское сельское поселение
6. Семёновское сельское поселение
7. Чередовское сельское поселение
8. Шуховское сельское поселение

### Исилькульский район
1. Исилькульское городское поселение
2. Баррикадское сельское поселение
3. Боевое сельское поселение
4. Каскатское сельское поселение
5. Кухарёвское сельское поселение
6. Лесное сельское поселение
7. Медвежинское сельское поселение
8. Новорождественское сельское поселение
9. Первотаровское казачье сельское поселение
10. Солнцевское сельское поселение
11. Украинское сельское поселение

### Калачинский район
1. Калачинское городское поселение
2. Великорусское сельское поселение
3. Воскресенское сельское поселение
4. Глуховское сельское поселение
5. Ивановское сельское поселение
6. Кабаньевское сельское поселение
7. Куликовское сельское поселение
8. Лагушинское сельское поселение
9. Орловское сельское поселение
10. Осокинское сельское поселение
11. Репинское сельское поселение
12. Сорочинское сельское поселение
13. Царицынское сельское поселение

### Колосовский район
1. Бражниковское сельское поселение
2. Колосовское сельское поселение
3. Корсинское сельское поселение
4. Крайчиковское сельское поселение
5. Кутырлинское сельское поселение
6. Ламановское сельское поселение
7. Новологиновское сельское поселение
8. Строкинское сельское поселение
9. Таскатлинское сельское поселение
10. Талбакульское сельское поселение
11. Чапаевское сельское поселение

### Кормиловский район
1. Кормиловское городское поселение
2. Алексеевское сельское поселение
3. Борчанское сельское поселение
4. Георгиевское сельское поселение
5. Михайловское сельское поселение
6. Некрасовское сельское поселение
7. Новосельское сельское поселение
8. Победительское сельское поселение
9. Сыропятское сельское поселение
10. Черниговское сельское поселение
11. Юрьевское сельское поселение

### Крутинский район
1. Крутинское городское поселение
2. Зиминское
3. Китерминское сельское поселение
4. Новокарасукское сельское поселение
5. Оглухинское сельское поселение
6. Пановское сельское поселение
7. Рыжковское сельское поселение
8. Толоконцевское сельское поселение
9. Шипуновское сельское поселение
10. Яманское сельское поселение

### Любинский район
1. Любинское городское поселение
2. Красноярское городское поселение
3. Алексеевское сельское поселение
4. Боголюбовское сельское поселение
5. Большаковское сельское поселение
6. Веселополянское сельское поселение
7. Замелетеновское сельское поселение
8. Казанское сельское поселение
9. Камышловское сельское поселение
10. Любино-Малоросское сельское поселение
11. Новоархангельское сельское поселение
12. Новокиевское сельское поселение
13. Пролетарское сельское поселение
14. Протопоповское сельское поселение
15. Северо-Любинское сельское поселение
16. Тавричанское сельское поселение
17. Увало-Ядринское сельское поселение
18. Центрально-Любинское сельское поселение
19. Южно-Любинское сельское поселение

### Марьяновский район
1. Марьяновское городское поселение
2. Боголюбовское сельское поселение
3. Васильевское сельское поселение
4. Грибановское сельское поселение
5. Заринское сельское поселение
6. Москаленское сельское поселение
7. Орловское сельское поселение
8. Пикетинское сельское поселение
9. Степнинское сельское поселение
10. Шараповское сельское поселение

### Москаленский район
1. Москаленское городское поселение
2. Алексеевское сельское поселение
3. Гвоздевское сельское поселение
4. Екатериновское сельское поселение
5. Звездинское сельское поселение
6. Ивановское сельское поселение
7. Ильичёвское сельское поселение
8. Краснознаменское сельское поселение
9. Новоцарицынское сельское поселение
10. Роднодолинское сельское поселение
11. Тумановское сельское поселение
12. Шевченковское сельское поселение
13. Элитовское сельское поселение

### Муромцевский район
1. Муромцевское городское поселение
2. Артынское сельское поселение
3. Бергамакское сельское поселение
4. Гуровское сельское поселение
5. Камышино-Курское сельское поселение
6. Карбызинское сельское поселение
7. Кондратьевское сельское поселение
8. Костинское сельское поселение
9. Курганское сельское поселение
10. Моховское сельское поселение
11. Мысовское сельское поселение
12. Низовское сельское поселение
13. Пореченское сельское поселение
14. Рязанское сельское поселение
15. Ушаковское сельское поселение

### Называевский район
1. Называевское городское поселение
2. Богодуховское сельское поселение
3. Большепесчанское сельское поселение
4. Большесафонинское сельское поселение
5. Жирновское сельское поселение
6. Искровское сельское поселение
7. Кисляковское сельское поселение
8. Князевское сельское поселение
9. Лорис-Меликовское сельское поселение
10. Мангутское сельское поселение
11. Муравьёвское сельское поселение
12. Налимовское сельское поселение
13. Покровское сельское поселение
14. Старинское сельское поселение
15. Утинское сельское поселение
16. Черемновское сельское поселение

### Нижнеомский район
1. Антоновское сельское поселение
2. Глухониколаевское сельское поселение
3. Нижнеомское сельское поселение
4. Новотроицкое сельское поселение
5. Паутовское сельское поселение
6. Ситниковское сельское поселение
7. Смирновское сельское поселение
8. Соловецкое сельское поселение
9. Старомалиновское сельское поселение
10. Хомутинское сельское поселение
11. Хортицкое сельское поселение

### Нововаршавский район
1. Нововаршавское городское поселение
2. Большегривское городское поселение
3. Бобринское сельское поселение
4. Ермаковское сельское поселение
5. Зареченское сельское поселение
6. Изумруднинское сельское поселение
7. Новороссийское сельское поселение
8. Победовское сельское поселение
9. Русановское сельское поселение
10. Славянское сельское поселение
11. Черлакское сельское поселение

### Одесский район
1. Белостокское сельское поселение
2. Благодаровское сельское поселение
3. Буняковское сельское поселение
4. Ганновское сельское поселение
5. Желанновское сельское поселение
6. Лукьяновское казачье сельское поселение
7. Одесское сельское поселение
8. Ореховское сельское поселение
9. Побочинское сельское поселение

### Оконешниковский район
1. Оконешниковское городское поселение
2. Андреевское сельское поселение
3. Золотонивское сельское поселение
4. Красовское сельское поселение
5. Крестинское сельское поселение
6. Куломзинское сельское поселение
7. Любимовское сельское поселение
8. Сергеевское сельское поселение
9. Чистовское сельское поселение

### Омский район
1. Чернолучинское городское поселение
2. Андреевское сельское поселение
3. Ачаирское сельское поселение
4. Богословское сельское поселение
5. Дружинское сельское поселение
6. Иртышское сельское поселение
7. Калининское сельское поселение
8. Ключевское сельское поселение
9. Комсомольское сельское поселение
10. Красноярское сельское поселение
11. Лузинское сельское поселение
12. Магистральное сельское поселение
13. Морозовское сельское поселение
14. Надеждинское сельское поселение
15. Новоомское сельское поселение
16. Новотроицкое сельское поселение
17. Омское сельское поселение
18. Петровское сельское поселение
19. Покровское сельское поселение
20. Пушкинское сельское поселение
21. Розовское сельское поселение
22. Ростовкинское сельское поселение
23. Троицкое сельское поселение
24. Усть-Заостровское сельское поселение

### Павлоградский район
1. Павлоградское городское поселение
2. Богодуховское сельское поселение
3. Логиновское сельское поселение
4. Милоградовское сельское поселение
5. Нивское сельское поселение
6. Новоуральское сельское поселение
7. Тихвинское сельское поселение
8. Хорошковское сельское поселение
9. Южное сельское поселение
10. Юрьевское сельское поселение

### Полтавский район
1. Полтавское городское поселение
2. Вольновское сельское поселение
3. Воронцовское сельское поселение
4. Ворошиловское сельское поселение
5. Еремеевское сельское поселение
6. Красногорское сельское поселение
7. Новоильиновское сельское поселение
8. Ольгинское сельское поселение
9. Соловьёвское сельское поселение

### Русско-Полянский район
1. Русско-Полянское городское поселение
2. Алаботинское сельское поселение
3. Добровольское сельское поселение
4. Калининское сельское поселение
5. Новосанжаровское сельское поселение
6. Розовское сельское поселение
7. Сибирское сельское поселение
8. Солнечное сельское поселение
9. Хлебодаровское сельское поселение
10. Цветочинское сельское поселение
11. Целинное сельское поселение

### Саргатский район
1. Саргатское городское поселение
2. Андреевское сельское поселение
3. Баженовское сельское поселение
4. Верблюженское сельское поселение
5. Нижнеиртышское сельское поселение
6. Новотроицкое сельское поселение
7. Увалобитиинское сельское поселение
8. Хохловское сельское поселение
9. Щербакинское сельское поселение

### Седельниковский район
1. Бакинское сельское поселение
2. Голубовское сельское поселение
3. Евлантьевское сельское поселение
4. Ельничное сельское поселение
5. Кейзесское сельское поселение
6. Кукарское сельское поселение
7. Новоуйское сельское поселение
8. Рагозинское сельское поселение
9. Саратовское сельское поселение
10. Седельниковское сельское поселение
11. Унарское сельское поселение

### Таврический район
1. Таврическое городское поселение
2. Карповское сельское поселение
3. Ленинское сельское поселение
4. Луговское сельское поселение
5. Любомировское сельское поселение
6. Неверовское сельское поселение
7. Новоуральское сельское поселение
8. Прииртышское сельское поселение
9. Пристанское сельское поселение
10. Сосновское сельское поселение
11. Харламовское сельское поселение

### Тарский район
1. Тарское городское поселение
2. Атирское сельское поселение
3. Большетуралинское сельское поселение
4. Васисское сельское поселение
5. Вставское сельское поселение
6. Егоровское сельское поселение
7. Екатерининское сельское поселение
8. Ермаковское сельское поселение
9. Заливинское сельское поселение
10. Литковское сельское поселение
11. Ложниковское сельское поселение
12. Мартюшевское сельское поселение
13. Междуреченское сельское поселение
14. Нагорно-Ивановское сельское поселение
15. Орловское сельское поселение
16. Пологрудовское сельское поселение
17. Самсоновское сельское поселение
18. Соускановское сельское поселение
19. Усть-Тарское сельское поселение
20. Чекрушанское сельское поселение
21. Черняевское сельское поселение

### Тевризский район
1. Тевризское городское поселение
2. Александровское сельское поселение
3. Бакшеевское сельское поселение
4. Белоярское сельское поселение
5. Бородинское сельское поселение
6. Екатерининское сельское поселение
7. Ермиловское сельское поселение
8. Журавлёвское сельское поселение
9. Иваново-Мысское сельское поселение
10. Кипское сельское поселение
11. Кузнецовское сельское поселение
12. Петелинское сельское поселение
13. Петровское сельское поселение
14. Утьминское сельское поселение

### Тюкалинский район
1. Тюкалинское городское поселение
2. Атрачинское сельское поселение
3. Бекишевское сельское поселение
4. Белоглазовское сельское поселение
5. Валуевское сельское поселение
6. Кабырдакское сельское поселение
7. Коршуновское сельское поселение
8. Красноусовское сельское поселение
9. Малиновское сельское поселение
10. Нагибинское сельское поселение
11. Никольское сельское поселение
12. Новокошкульское сельское поселение
13. Октябрьское сельское поселение
14. Сажинское сельское поселение
15. Старосолдатское сельское поселение
16. Троицкое сельское поселение
17. Хуторское сельское поселение

### Усть-Ишимский район
1. Большебичинское сельское поселение
2. Большетавинское сельское поселение
3. Большетебендинское сельское поселение
4. Загваздинское сельское поселение
5. Кайсинское сельское поселение
6. Кайлинское сельское поселение
7. Никольское сельское поселение
8. Ореховское сельское поселение
9. Пановское сельское поселение
10. Слободчиковское сельское поселение
11. Усть-Ишимское сельское поселение
12. Утускунское сельское поселение
13. Ярковское сельское поселение

### Черлакский район
1. Черлакское городское поселение
2. Большеатмасское сельское поселение
3. Елизаветинское сельское поселение
4. Иртышское сельское поселение
5. Краснооктябрьское сельское поселение
6. Курумбельское сельское поселение
7. Медетское сельское поселение
8. Николаевское сельское поселение
9. Солянское сельское поселение
10. Татарское сельское поселение
11. Южно-Подольское сельское поселение

### Шербакульский район
1. Шербакульское городское поселение
2. Александровское сельское поселение
3. Бабежское сельское поселение
4. Борисовское сельское поселение
5. Екатеринославское сельское поселение
6. Изюмовское сельское поселение
7. Красноярское сельское поселение
8. Кутузовское сельское поселение
9. Максимовское сельское поселение
10. Славянское сельское поселение

## История районов
Первоначально Омская область делилась на 34 района: Аромашевский, Бердюжский, Большереченский, Большеуковский, Вагайский, Викуловский, Голышмановский, Знаменский, Иконниковский, Исетский, Исилькульский, Ишимский, Казанский, Калачинский, Колосовский, Крутинский, Любинский, Маслянский, Муромцевский, Называевский, Нижнетавдинский, Омутинский, Павлоградский, Седельниковский, Тевризский, Тобольский, Тюкалинский, Уватский, Упоровский, Усть-Ишимский, Черлакский, Шербакульский, Ялуторовский и Ярковский, а также на 2 национальный округа: Остяко-Вогульский и Ямало-Ненецкий.
В 1935 году были образованы новые районы: Абатский, Азовский, Армизонский, Велижанский, Дубровинский, Изылбашский, Кормиловский, Марьяновский, Москаленский, Новозаимский, Одесский, Оконешниковский, Омский, Полтавский, Русско-Полянский, Саргатский, Сорокинский, Таврический, Тарский, Юргинский. Омский район был упразднён. В тот же год в составе области были образованы 2 округа: Тобольский (туда вошли Вагайский, Дубровинский, Тобольский, Уватский и Ярковский районы)
и Тарский (Большеуковский, Знаменский, Колосовский, Седельниковский, Тарский, Тевризский, Усть-Ишимский.
В 1936 Иконниковский район был переименован в Горьковский. Через год были образованы 3 новых района: Кагановический, Ежовский (в Тарском округе) и Байкаловский (в Тобольском округе). Одновременно Изылбашский районы переименовали в Молотовский.
В 1938 был образован Тюменский район, а ещё через год Ежовский район переименован в Дзержинский.
В 1940 были образованы Васисский, Дробышевский, Нижнеомский, Солдатский и Ульяновский районы. Тарский округ был упразднён, а его районы подчинены непосредственно области. В том же году Остяко-Вогульский НО был переименован в Ханты-Манскийский.
В 1943 в новую Курганскую область отошли Армизонский, Бердюжский, Исетский и Упоровский районы.
В 1944 в новую Тюменскую область отошли Ханты-Мансийский и Ямало-Ненецкий национальные округа, Тобольский округ и Абатский, Аромашевский, Велижановский, Викуловский, Голышмановский, Ишимский, Казанский, Маслянский, Нижнетавдинский, Новозаимский, Омутинский, Сорокинский, Тюменский, Юргинский и Ялуторовский районы.
20 марта 1947 года город Омск был переведён из областного подчинения в республиканское (РСФСР).
В 1951 году из Дубровинского района Тюменской области передано несколько сельских советов (Бакшеевский, Загваздинский, Казанский) в Усть-Ишимский район Омской области.
В 1953 были упразднены Дзержинский, Кагановический и Солдатский районы.
В 1957 Молотовский район переименовали в Иртышский, а в 1962 Ульяновский — в Омский.
3 июня 1958 года город Омск был переведён из республиканского (РСФСР) подчинения в областное.
В 1963 были упразднены Азовский, Большеуковский, Васисский, Дробышевский, Иртышский, Колосовский, Кормиловский, Крутинский, Марьяновский, Нижнеомский, Одесский, Оконешниковский, Полтавский, Саргатский, Седельниковский, Усть-Ишимский и Шербакульский районы, но уже в 1964 Крутинский, Нововаршавский, Седельниковский и Шербакульский районы были вновь созданы.
В 1965 были восстановлены Большеуковский, Колосовский, Одесский, Оконешниковский, Полтавский, Саргатский, Усть-Ишимский, Кормиловский, Марьяновский, Нижнеомский районы.
В 1992 году был образован Азовский немецкий национальный район.

## Районы существовавшие на современной территории области
| - Азовский район (1925—1929, 1935—1963) - Ачаирский район (1925—1929) - Бородинский район (1925—1929) - Васисский район (1940—1963) - Дзержинский район (1925—1929, 1937—1953) - Екатерининский район (1925—1929) - Еланский район (1925—1932) - Иртышский район (1935—1963) - Кагановичский район (1937—1953) | - Корниловский район (1925—1929) - Крестинский район (1925—1929) - Малокрасноярский район (1925—1931) - Ново-Омский район (1929—1933) - Ореховский район (1921—1922) - Солдатский район (1940—1953) - Степановский район (1928—1929) - Уральский район (1925—1929) |